# Руслана Антонович
Руслана Антонович (нар. 1938, Відень, Австрія) — американська піаністка українського походження.
Лауреатка міжнародних конкурсів піаністів у Женеві (1953, 1954, 1955, 1956) та Відні (1956). Нагороджена Шопенівською (1954) і Моцартівською (1956) медалями.

## Біографія
Походить з родини українських емігрантів. Закінчила Віденську музичну академію (1954, кл. фортепіано Р. Гавзера). Удосконалювалася у Мюнца і М. Фляйшера у консерваторія «РеаЬосІІ» (Балтимор, США). З успіхом виступала з сольними концертами у Швейцарії, Австрії, Франції, а також як солістка Віденського симфонічного оркестру.
Пізніше переїхала до США, де продовжувала виконавчу діяльність. Концертами у Відні (1956) відкрила й закрила рік Моцарта.